# Dr. Kovács Pál utca
A Dr. Kovács Pál utca Győr történelmi belvárosában található, a Káptalandomb délkeleti lábánál húzódik, északnyugati oldalon álló házainak udvari része a Káptalandomb középkori várfalára támaszkodik. Az utca a Király utcát és a Jedlik Ányos utcát köti össze. Nevét Dr. Kovács Pál íróról és orvosról kapta.

## Látnivalók
Az utca a Király utcából az Esterházy-palota nyugati oldalánál ágazik ki. A palota északnyugati sarkánál áll a Tejfölöskofa-szobra.
Lakóház (Dr. Kovács Pál utca 1.)
Az egyemeletes barokk épület zárt erkélye alatt oroszlános cégér látható.
Lakóház (Dr. Kovács Pál utca 5.)
A klasszicista épület két ház egybeépítésével jött létre 1827-ben. Klasszicista vörösmárvány kapukerete mögött 18. századi fiókboltozatos kapualj rejlik, udvarán szép függőfolyosó. Ebben a házban élt az utca névadója, Kovács Pál (1808–1886) orvos, a reformkor írója, lapszerkesztője és művelődésszervezője. Itt működött az általa szerkesztett Hazánk című újság (az első győri magyar nyelvű újság) szerkesztősége.
Lakóház (Dr. Kovács Pál utca 7.)
A következő épület egyszerű homlokzata nem is sejteti, hogy a ház milyen értékes részleteket rejt. A keskeny bejárat mögött féloldalon beépített XVII-XVIII. századi fiókboltozatos kapualj található, az udvar felőli oldalon kosáríves kő kapukerettel. Mellette félköríves keretelésű pincelejáró látható 1567-es évszámmal, kőfaragó jeggyel és monogrammal. Győr egyik legrégibb pincéjébe vezet, ami az 1566-os győri tűzvészt követő újjáépítés ritka emléke.
Lakóház (Dr. Kovács Pál utca 9.)
Az egyemeletes épület XIX. századi homlokzata és XVIII. századi boltozatos kapualja érdemel figyelmet.
Az utca másik oldalán az Esterházy-palota idenyúló szárnya, és utána a Jedlik Ányos utca 16. szám alatti Aranyhajó-gyógyszertár romantikus épülete húzódik. Utóbbi dísze a tengeri vitorláshajót formázó Aranyhajó-cégér.